# Don Stark
Donald "Don" Stark, född 5 juli 1954, New York, New York, USA, är en amerikansk skådespelare. Han är mest känd för sin roll som Bob Pinciotti i That '70s Show.

## Filmografi
- 1973 – Outrage
- 1975 – Satans brudar
- 1988 – Agentskolan
- 1993 – The Baby Doll Murders
- 1994 – Revenge of the Red Baron
- 1995 – 3 Ninjas på krigsstigen
- 1996 – Santa with Muscles
- 1998 – American Dragons
- 1998–2006 – That '70s Show (TV-serie)
- 2004–2005 – Father of the Pride (TV-serie)
- 2009 – My Name Is Jerry
- 2010 – Meeting Spencer
- 2013 – Wrong Cops